# Yukon River
Der Yukon River (französisch Fleuve Yukon) ist ein Strom, der in der kanadischen Provinz British Columbia entspringt und danach das nach ihm benannte Territorium Yukon durchfließt, bevor er im US-Bundesstaat Alaska in das Beringmeer mündet.
Auf Grund seiner Größe und seiner Bedeutung wurde der Fluss von den meisten in seinem Flusssystem lebenden indigenen Völkern zumeist als „Großer Fluss“ oder „Großer, weiter Fluss“ bezeichnet. Daher ist der Name Yukon nur eine Anglisierung des Gwich'in-Wortes Yu-kun-ah („Großer Fluss“). Benachbarte First Nations – wie die Koyukon oder Deg Hit'an – nannten ihn ebenfalls Yookkene („Großer, weiter Fluss“) oder Yukkhane („Großer Fluss“).

## Flusssystem Yukon
Der Yukon ist mit 3120 Kilometer Länge – gerechnet ab dem Tagish Lake – der fünftlängste Fluss auf dem nordamerikanischen Kontinent. Jedoch bildet der Nisutlin River zusammen mit dem Teslin River und dem Mittel- und Unterlauf des Yukons einen 3185 Kilometer langen Flusslauf. Dieser entspringt einiges weiter östlich in den Pelly Mountains, fließt zuerst nach Süden, mündet im Teslin Lake in den Teslin River und fließt dann als Teslin in nordwestliche Richtung, um bei der Ortschaft Hootalinqua in den Yukon einzumünden.

## Geographie
Der Ursprung des Yukons befindet sich im Marsh Lake im westlichen Kanada in den Coast Mountains etwa 200 Kilometer östlich der Pazifikküste nahe der Grenze der Provinz British Columbia und dem Territorium Yukon. Dieser wird vom Tagish River, dem Abfluss des Tagish Lakes, gespeist. Das Quellgebiet des Yukon River umfasst eine Reihe größerer Seen, neben dem Tagish Lake zählen hierzu der Atlin Lake und Lake Bennett.
Etwa 30 Kilometer hinter dem Marsh Lake durchbricht der Yukon den schmalen, etwa zwei Kilometer langen Miles Canyon und wird dahinter im Schwatka Lake aufgestaut. Wie der Vergleich mit historischen Fotos zeigt, ist der Wasserspiegel in dem Canyon dadurch um etwa sechs Meter gestiegen.
Die Staumauer dieses Sees liegt im Süden der Innenstadt von Whitehorse, der Hauptstadt des Territoriums Yukon. In den Fluten des Sees versanken auch die schaumgekrönten Stromschnellen, die an wilde weiße Pferde erinnerten und der Stadt ihren Namen gaben. Der Stausee ist nach dem US-Offizier Frederick Schwatka benannt, der 1883 mit einem Floß den Oberlauf des Flusses erkundete. Viele geografische Bezeichnungen mit ursprünglich indianischen Namen wurden von ihm umbenannt und tragen den neuen Namen noch heute. Der Staudamm wurde mit Fischtreppen versehen, um Lachsen den Zugang zu den vom Meer über 3000 Kilometer entfernten Laichgewässern zu ermöglichen (erfolgreiche Wiederansiedlung beispielsweise am Wolf Creek).
Die folgenden 740 Flusskilometer, zwischen Whitehorse und Dawson, sind heute vor allem von touristischer Bedeutung. Kanuten legen die landschaftlich reizvolle Strecke unter Ausnutzung der bis zu zehn km/h schnellen Strömung in etwa 14 bis 16 Tagen zurück (Wildwasserschwierigkeitsskala stellenweise I bis II bei Hochwasser). 
Etwa 20 Kilometer nördlich von Whitehorse durchfließt der Yukon den Lake Laberge. Der 65 Kilometer lange und vier Kilometer breite See entstand durch eine Ausweitung des Flusses. Gefürchtet sind hier die starken Fallwinde in Süd-Nord-Richtung, die bis zu zwei Meter hohe Wellen aufkommen lassen. Der anschließende Teilabschnitt bis zur Einmündung des Teslin River ist unter dem Namen Thirty Mile River bekannt. Er ist als Naturdenkmal (Canadian Heritage River) ausgewiesen.
Bis Carmacks, mit 391 Einwohnern der größte Ort zwischen Whitehorse und Dawson, münden die von Osten kommenden Nebenflüsse Big Salmon River und Little Salmon River in den Yukon. Der Ort ist nach George Carmack, einem der Entdecker der Goldclaims vom Klondike benannt. Wenige Kilometer hinter Carmacks liegen die Five Finger Rapids („Fünf-Finger-Stromschnellen“). Vier Felsen teilen den Strom in fünf Finger und stellten für die Raddampfer im 19. und 20. Jahrhundert ein großes Hindernis dar, das mit Winden und Stahlseilen überwunden werden musste. Durch Felssprengungen wurde dieses Hindernis entschärft und kann dadurch nun, bei normalen Pegelständen, auch von Kanuten problemlos überwunden werden.
In Fort Selkirk, einem ehemaligen Handelsposten, mündet der Pelly River in den Yukon. Fort Selkirk wird im Sommer als Fishcamp durch ansässige First Nations genutzt und instand gehalten. Teilweise wurden die Gebäude der Handelsposten restauriert. Weitere bedeutende Zuflüsse bis Dawson sind der White River sowie der Stewart River.
In Dawson mündet der durch die Goldfunde von 1896 bekannte Klondike River in den Strom. Auf dem 141. Längengrad liegt die Staatsgrenze von Kanada und den Vereinigten Staaten. Wenige Kilometer stromabwärts liegt Eagle, ein Versorgungszentrum aus der Zeit des Goldrausches, mit heute 150 Einwohnern. Etwa 15 Kilometer hinter dem Ort erreicht der Yukon die Grenze des Naturschutzgebietes Yukon-Charley Rivers National Preserve. Es ist nach dem Zufluss Charley River benannt. Das Yukon Flats National Wildlife Refuge, ein weiteres Naturschutzgebiet, liegt nur 30 Kilometer weiter. Es ist das drittgrößte Naturschutzgebiet der USA. Die Landschaft wird hier eben und der Yukon daher zunehmend breiter.
Im breit aufgefächerten Yukon-Kuskokwim-Delta mündet der Fluss schließlich im Yukon Delta National Wildlife Refuge ins Beringmeer.

## Geschichte

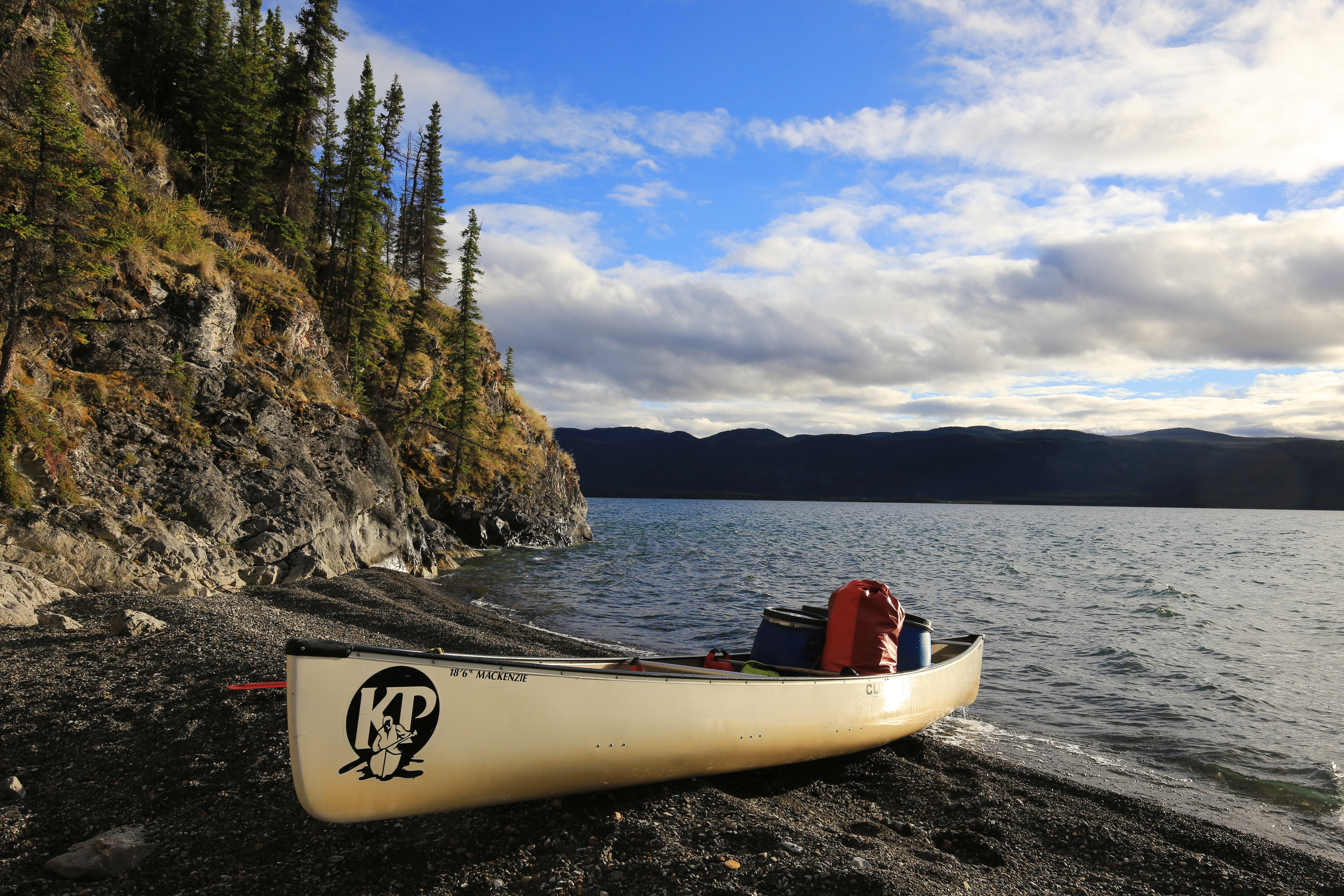
Der Lake Laberge wird von vielen Touristen durchquert, die per Kanu auf dem Yukon River unterwegs sind.

Der Yukon wurde bereits von den Ureinwohnern als Transportweg genutzt.
Während des Klondike-Goldrausches kam dem Yukon kurzzeitig eine große Bedeutung als Zufahrts- und Nachschubweg nach Dawson zu, entweder als Teil der Strecke über den Chilkoot- oder den White Pass (Dead Horse Pass), oder mit Schaufelraddampfern von der Mündung her.
Von 1950 bis 1955 wurde der Klondike Highway gebaut, der Whitehorse und Dawson verbindet. Aufgrund der niedrigen Brücken konnten die Heckraddampfer nicht mehr eingesetzt werden und der Flussverkehr wurde eingestellt.
Als Transportweg ist der Yukon heute nur noch von lokaler Bedeutung. Dagegen nimmt die Nutzung als touristische Attraktion zu.

## Flussfauna
Zur Flussfauna des Yukon River gehören Königslachs, Ketalachs, Hecht, Stenodus nelma, Arktische Äsche, Quappe und Coregoninae (whitefish).

## Filmdokumentationen
- Abenteuer Yukon. Teil 1: Durchs wilde Herz Kanadas & Teil 2: Der lange Weg zum Eismeer. Deutscher TV-Dokumentarfilm von Andreas Kieling in zwei Teilen. ARD 2007, zusammen ca. 90 Minuten.
- Erlebnis Erde: Flussgiganten (1): Der Yukon, Dokumentarfilm von Jody Bourton, Andrew Murray und Louisa Gilbert (2023) Produktion: British Broadcasting Corporation[5]